# 乾草堆 (莫奈)
《乾草堆》（法語：Les Meules）是法國印象主義畫家克洛德·莫內的一系列繪畫作品，這些作品都以“乾草堆”為主題，其中主要作品有25幅（威爾頓斯坦索引編號：1266-1290），均為布面油畫，完成於1890年夏末到次年春季。有時候《乾草堆》系列也包含其他的同主題但不同標題的畫作。
這一系列作品以其對每天、每季不同時間的光線的敏銳觀察而出名。繪製地點是法國吉維尼莫奈居所附近。
《乾草堆》系列是莫奈最著名的作品之一，現最多的《乾草堆》收藏於巴黎的奧賽博物館、瑪摩丹美術館以及芝加哥藝術博物館，其他大量收藏則包括波士頓美術館、大都會藝術博物館、現代藝術博物館、蘇格蘭國家畫廊、日本國立西洋美術館、橘園美術館等世界各地的美術館中收藏。
其他擁有該系列作品的博物館包括盖蒂中心、明尼阿波利斯美術館、蘇格蘭國家畫廊、希爾斯特德博物館、蘇黎世美術館，特拉維夫藝術博物館和謝爾本博物館，部分《乾草堆》現為私人收藏。

## 背景

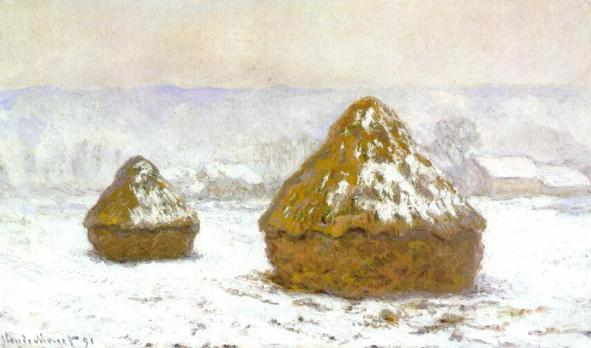
Meules, effet de neige，1890-91，蘇格蘭國家畫廊

顧名思義，這一系列畫作繪製的全部都是乾草堆和谷堆。 諾曼底地區的乾草堆高度一般在15—20英尺（4.6—6.1）之間，本來鄉間人民用來慶祝豐收的。同時也是一種儲藏稻穀直到其易於和稻桿分離的方法。 這些稻穀被這樣堆積在一起之後，農民們就開始等待打穀機一個村一個村地為他們打穀，因此耗時頗久，常從一年的七月份持續到來年三月。直到聯合收割機普及，這種在諾曼底鄉間存在了一個世紀之久的打穀方法才消失。乾草堆的形狀在不同地區會有差異，但是在吉維尼所在的諾曼底地區通常都是圓形的。
在一次散步中莫奈注意到了這種景觀，便要求女兒布蘭奇幫他帶上兩幅帆布，預計分別用來繪製陰天和晴天的乾草堆，而當時他認為這已經足夠。 但後來他意識到僅憑一兩幅畫並不能很好地表現乾草堆的印象，有願意幫助他的人便運來了整整一手推車的帆布供他繪畫。 此外，實際上一開始莫奈是打算使用現實主義的繪畫技巧來繪製乾草堆，但後來在畫室中改變了主意。
在繪製《乾草堆》系列之前，莫奈的一些早期風景畫（威爾頓斯坦索引編號：900-995，1073）中就出現了乾草堆的身影，在1213-1217號作品中1888年的乾草堆就是主題。 不過儘管一些學者有異議，一般還是認為唯有1266-1290號作品才是真正的《乾草堆》系列。

## 技巧
《乾草堆》是莫奈的早期作品，它們通過對一個主題進行重複來闡釋大自然時間、季節和天氣變化產生差異，而莫奈在1889年才產生了這些想法。 雖然表面上繪製的全部都是一樣的乾草堆，但潛在的主題是瞬息萬變的光線，大量重複創作使得莫奈得以對精密的光線進行深入的研究。 這一系列作品中的第一幅始繪於1890年9月末或10月初。 雖然莫奈常毀掉他不滿意的作品，但《乾草堆》系列全都完好地保存了下來。
在繪製這一系列畫的時候，莫奈也同時進行著其他作品的創作，因此每日都很早就開始工作，有時在早上三點就起床了。 隨著早上和中午光線漸變，莫奈在不同時間繪製不同的作品，有時每天會同時繪製十二幅作品，每一幅都有著獨特的光線構造。

## 影響
安德烈·德蘭、莫里斯·德·弗拉芒克等畫家受到了這一系列作品的影響， 在談到《乾草堆》系列時，康定斯基說：“我突然就明白了那種無名的調色的力量，我之前從來沒有能夠領會它，它凌駕於我最狂野的夢境之上”。
《乾草堆》在商業上也大獲成功， 有十五幅《乾草堆》出現在1891年5月杜蘭-呂厄的畫展中，它們沒幾天就銷售一空，  一些作品的售價將近1,000法郎。 包括奧克塔夫·米爾博、卡米耶·畢沙羅在內的公眾、畫界人士對其也頗有好評，一些評論家認為這一系列作品的成功有助於保護受到工業革命威脅的鄉村傳統。 莫奈的聲譽和他的作品價值因而大幅上漲，得益於此，他得以支付吉維尼居所的全部費用，并開始修建睡蓮池。
2019年5月14日，《干草堆》中的一幅作品在纽约苏富比拍卖行以1.107亿美元天价拍出，成为迄今为止莫奈画作中成交价格最高的作品，也是印象派画家成交额最高的作品。 自2020年9月起，這幅畫在波茨坦的巴貝里尼博物館展出。2022年10月23日，因抗議化石燃料的開採，該幅畫遭到德國氣候變遷組織最後一代（Letzte Generation）潑灑馬鈴薯泥，之後2人用強力膠將自己的手掌黏貼在牆壁上。畫作本身因玻璃保護，在此事件並沒有造成損傷。

## 作品列表

### 1888-1889年作品
這些描繪1888年豐收的作品（1213-5號）被一些學者算入《乾草堆》系列，但這並不是主流觀點。

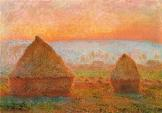
1888-9，布面油畫
1889，布面油畫，希爾斯特德博物館
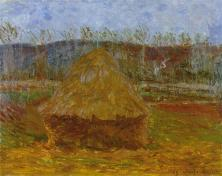
1888-9，布面油畫

### 1890-1891年作品

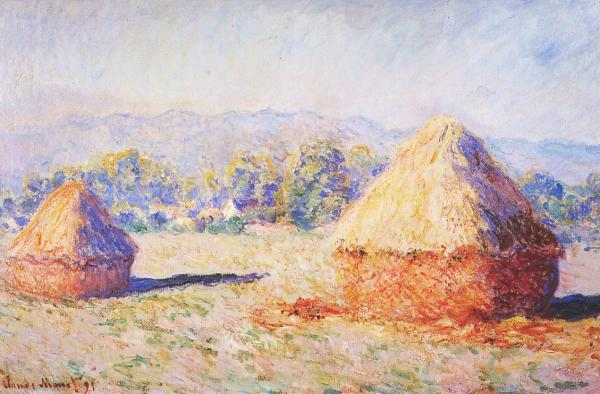
1890，私人收藏
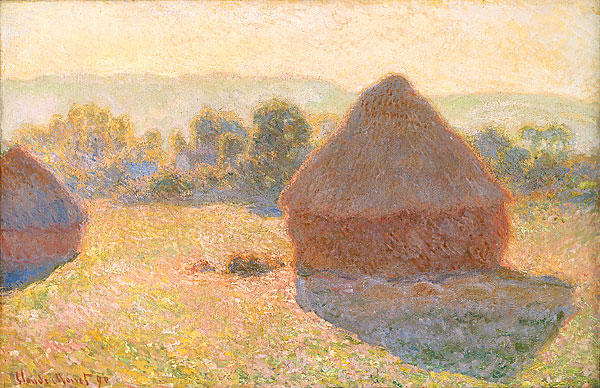
1890-91，澳大利亞國家畫廊
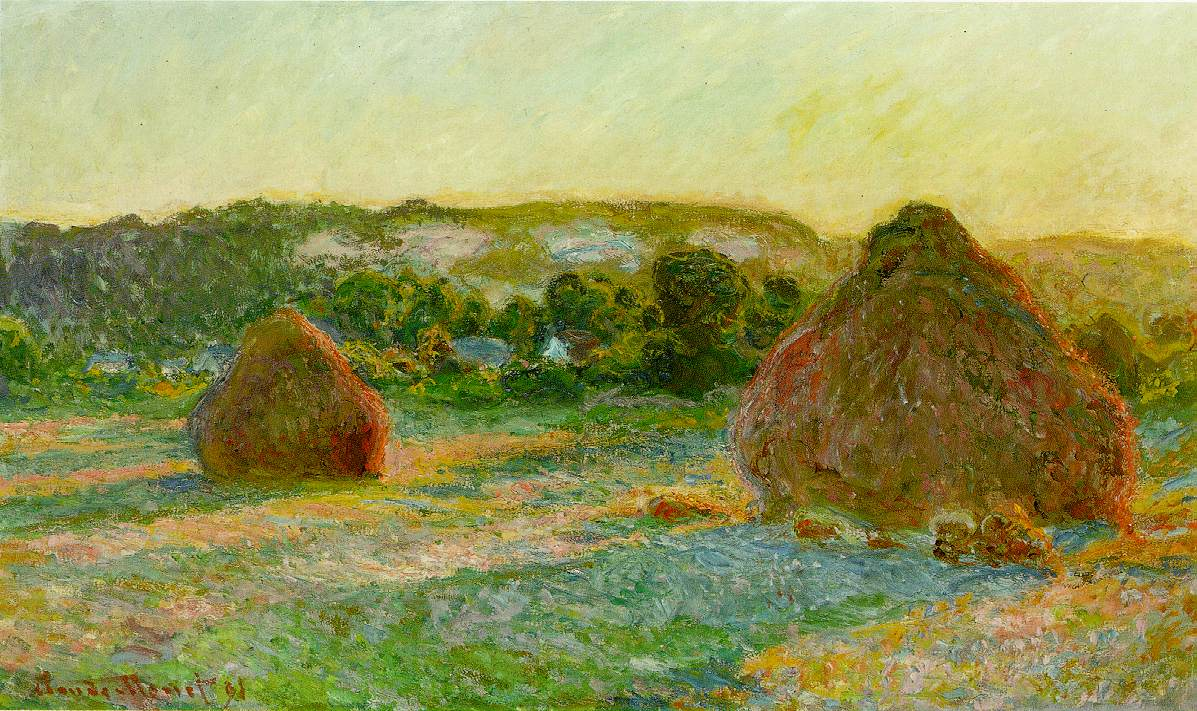
1890-91，芝加哥藝術學院
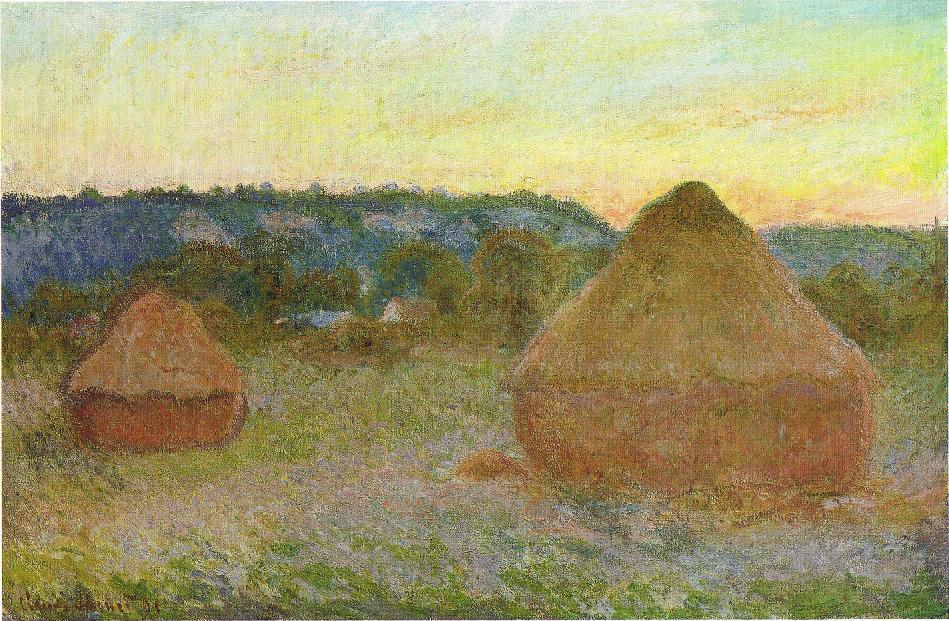
1890-91，芝加哥藝術學院
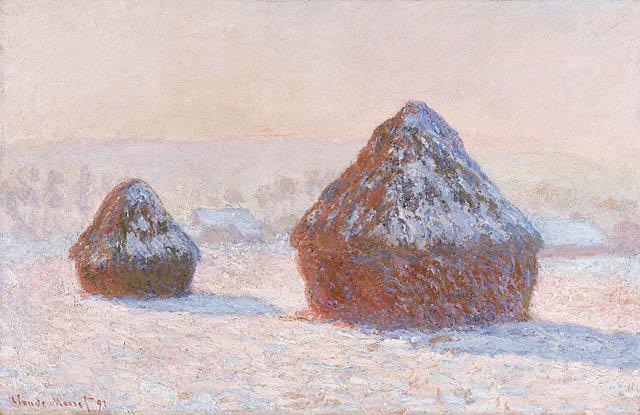
1891，J·保羅·蓋蒂博物館
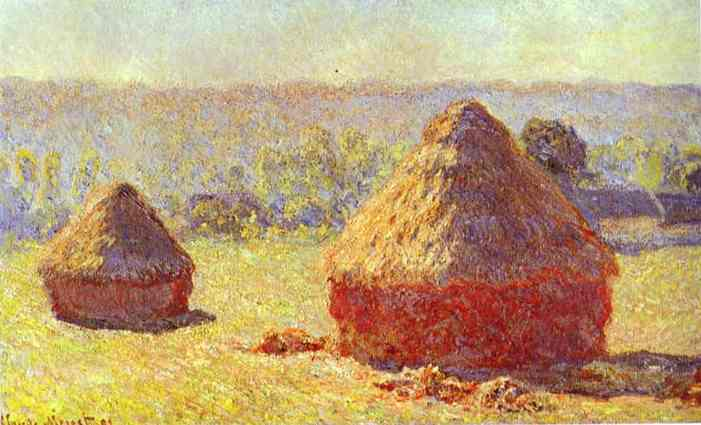
1891，奧塞美術館
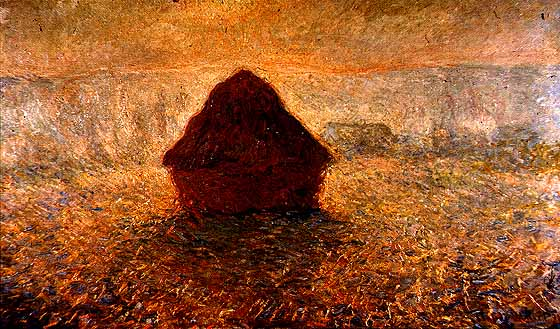
1891，私人收藏
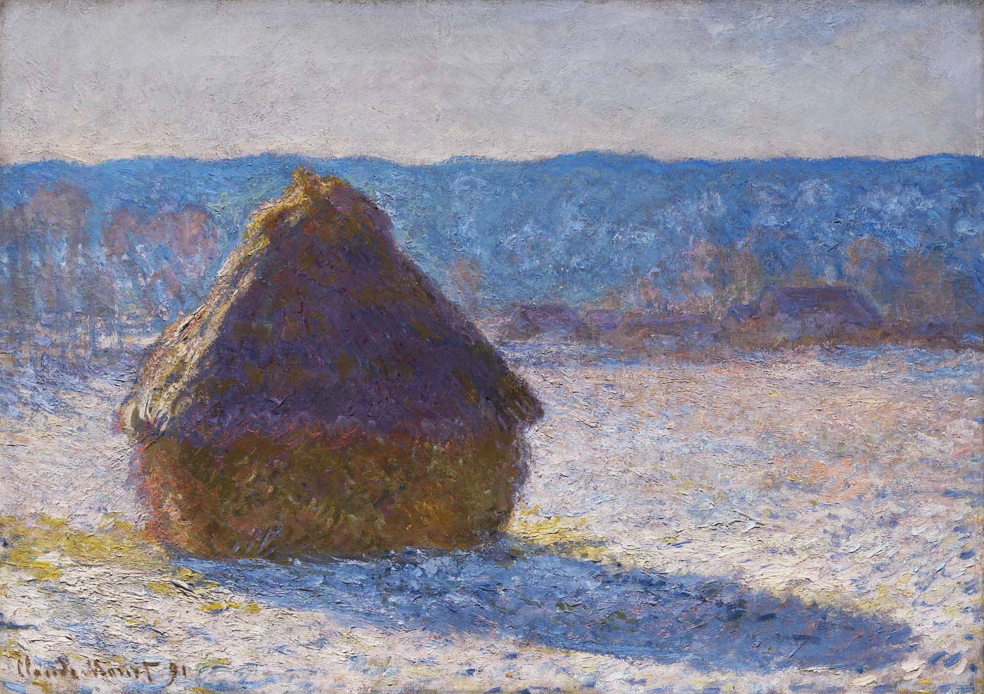
Meule, Effet de Neige, le Matin，1891，波士頓美術館.
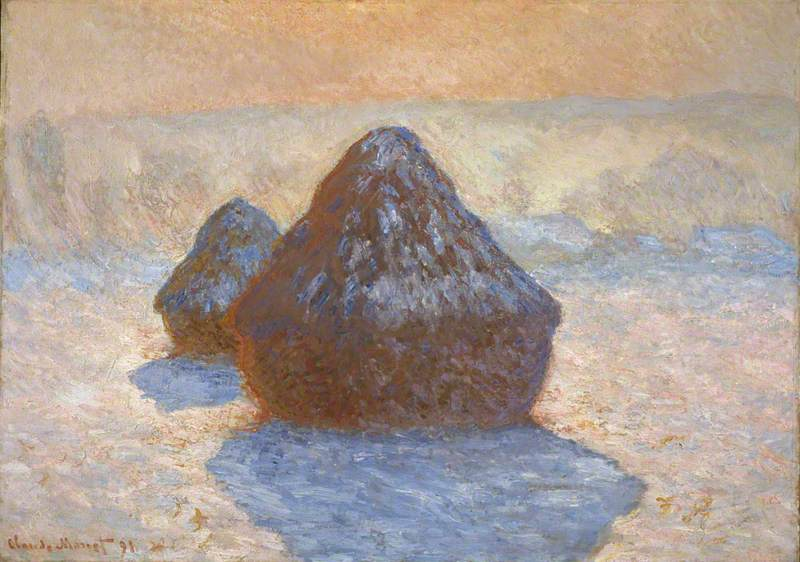
Meules, effet de neige，1891，蘇格蘭國家畫廊
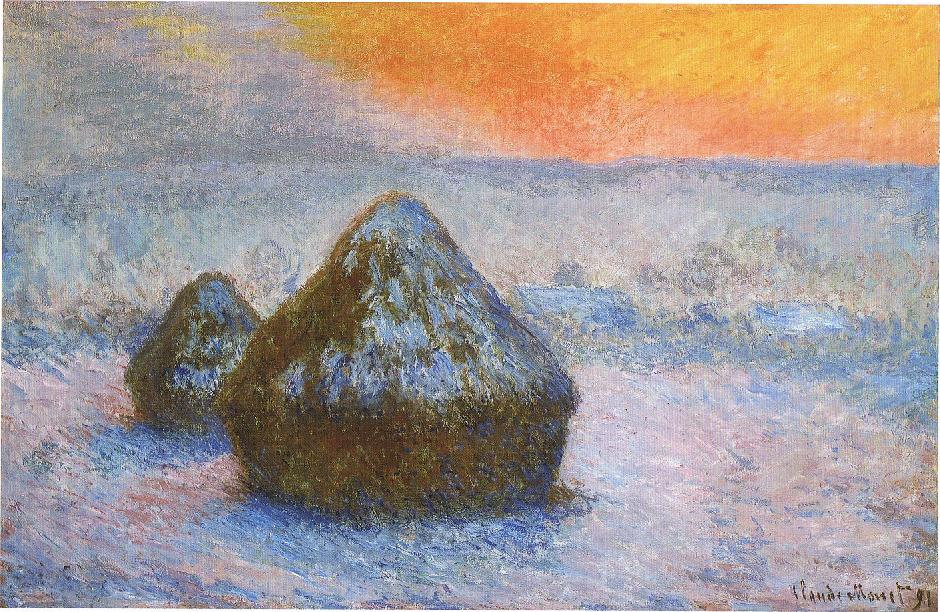
1890-91，芝加哥藝術學院
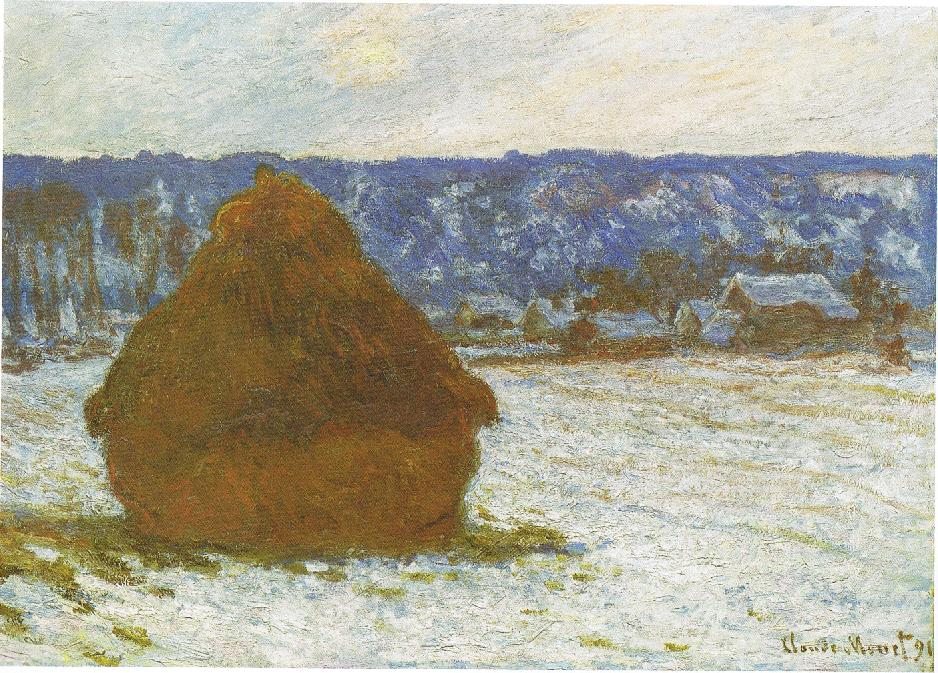
Meule, effet de neige, temps couvert，1890-91，芝加哥藝術學院
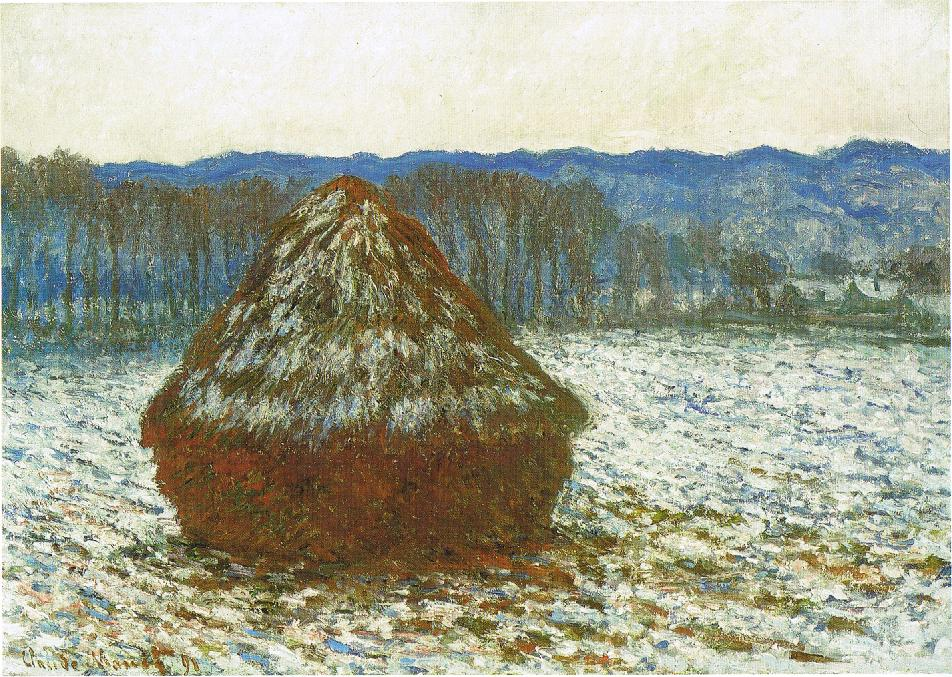
1890-91，芝加哥藝術學院
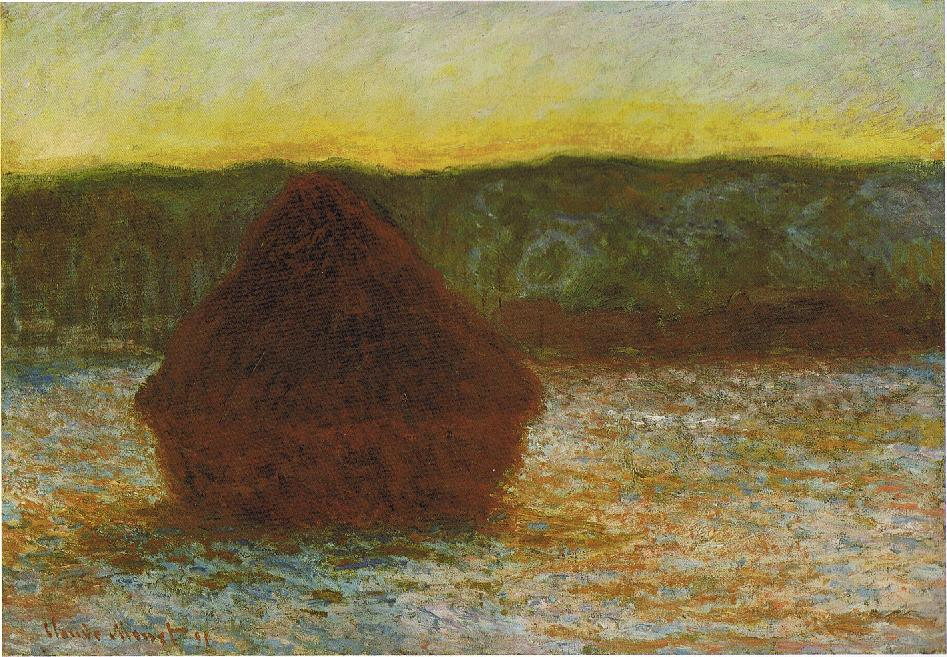
1890-91，芝加哥藝術學院
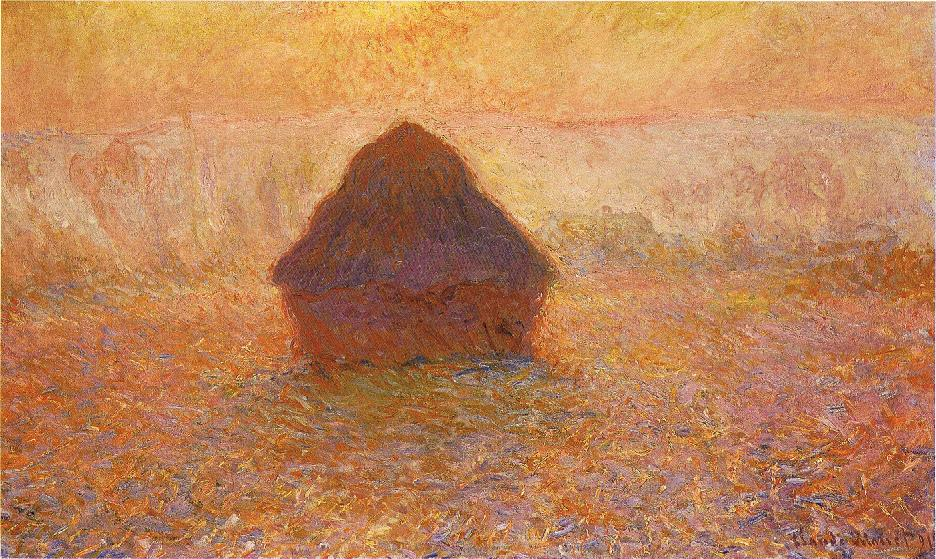
1891，明尼阿波利斯藝術學院
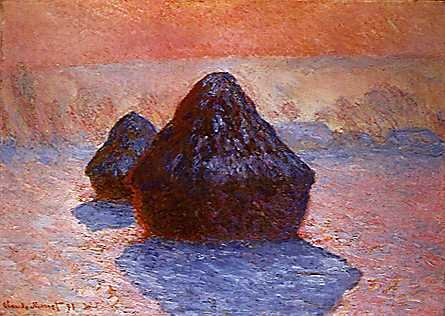
1890-91，蘇格蘭國家畫廊
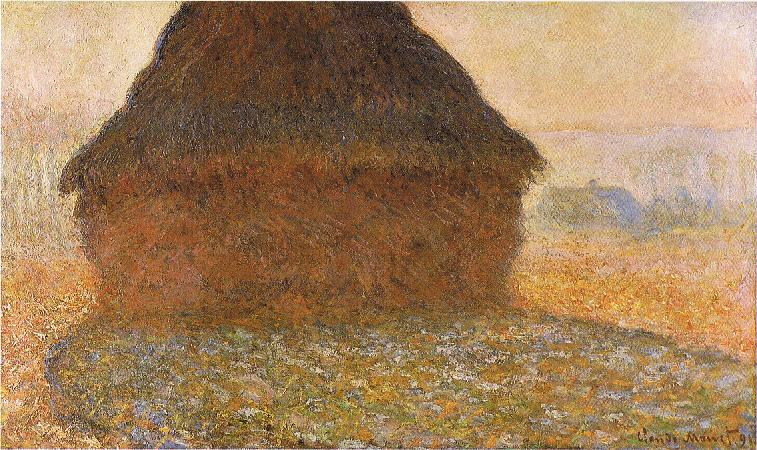
1891，蘇黎世美術館
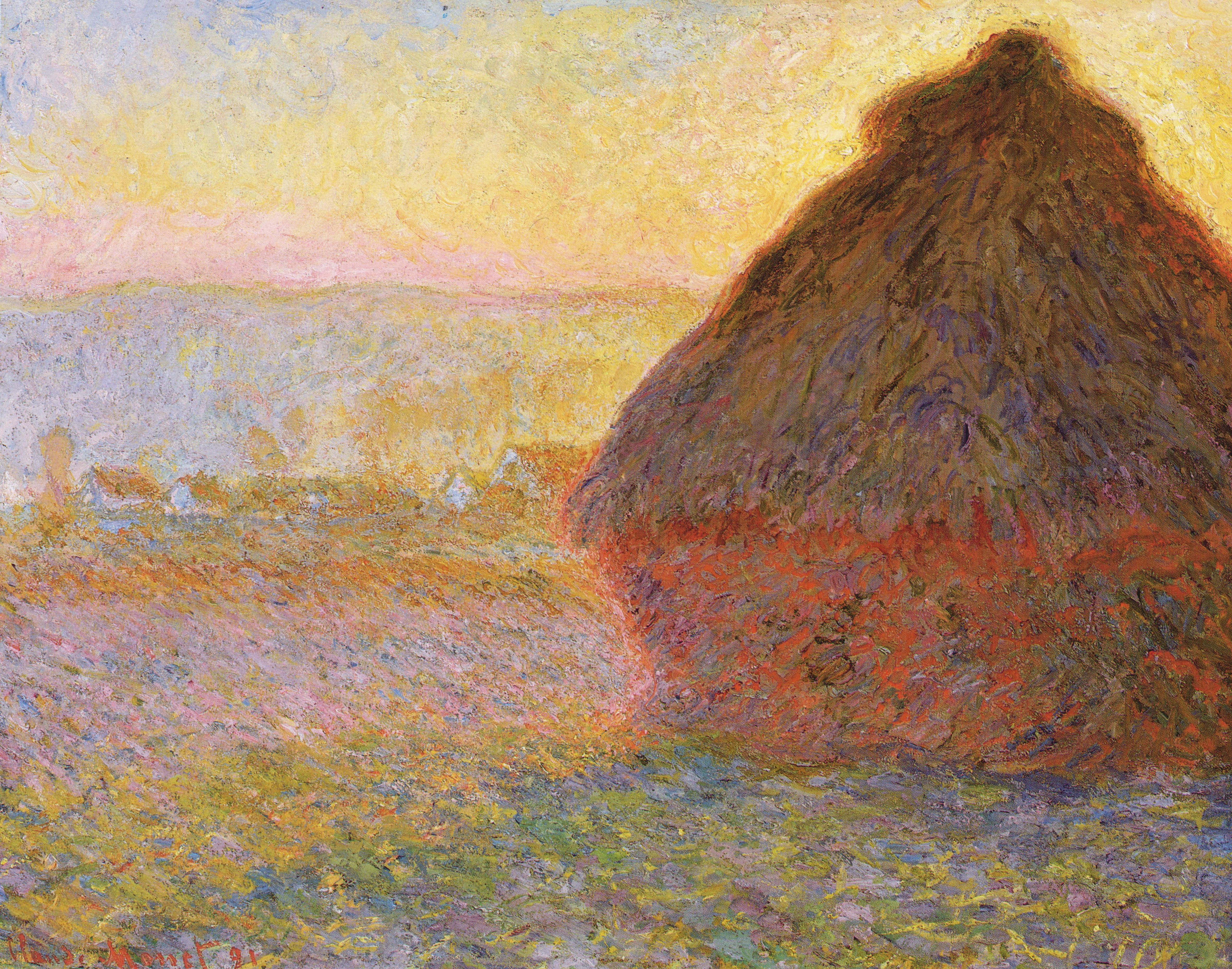
1890-91，波士頓美術館
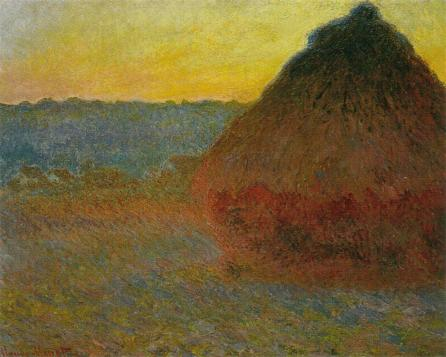
1891，私人收藏

## 腳註
1. ↑  . artofmonet.com.   [2007-10-09]. （原始内容存档于2007-10-25）. （页面存档备份，存于）
2. ↑  . The Art Institute of Chicago. 2007  [2007-07-03]. （原始内容存档于2007-06-25）. （页面存档备份，存于）
3. ↑  . The Art Institute of Chicago. 2007  [2007-07-03]. （原始内容存档于2007-06-25）. （页面存档备份，存于）
4. ↑  . Hill-Stead Museum.   [2007-07-17]. （原始内容存档于2007-06-23）. （页面存档备份，存于）
5. ↑  .   [2007-07-03]. （原始内容存档于2019-12-13）. （页面存档备份，存于）
6. ↑  . The Getty Center, Los Angeles. 2010  [January 26, 2010]. （原始内容存档于August 30, 2011）.
7. ↑  . The Minneapolis Institute of Arts.   [July 2, 2007]. （原始内容存档于September 27, 2007）.
8. ↑  .   [July 3, 2007]. （原始内容存档于2019-12-13）.
9. 1 2 3  . Hill-Stead Museum.   [July 17, 2007]. （原始内容存档于June 23, 2007）.
10. ↑  . Shelburne Museum. 2005  [July 2, 2007]. （原始内容存档于August 22, 2007）.
11. ↑  Gerdts, p.17.
12. 1 2  Lemonedes, p. 143.
13. ↑  Kelder, p.183.
14. ↑   Forge and Gordon, p. 158.
15. 1 2  Lemonedes, p. 139.
16. ↑  Tucker, p.31.
17. ↑  Tucker, p.41.
18. ↑  House, p.143.
19. ↑  House, p. 159.
20. ↑  House, p.143
21. ↑  House, p.144.
22. ↑  . Impressionist Art Gallery. 2006  [2007-10-01]. （原始内容存档于2007-10-09）. （页面存档备份，存于）
23. ↑  Excerpts from Kandinsky's memoirs, p. 53. CDlib.org （页面存档备份，存于） Retrieved May 30, 2007.
24. 1 2  Tucker, p.77.
25. ↑  Tucker, p.98.
26. ↑  .   [2019-05-15]. （原始内容存档于2019-06-05）. （页面存档备份，存于）
27. ↑  .   [2019-05-15]. （原始内容存档于2019-06-04）. （页面存档备份，存于）
28. ↑  . Time.   [2022-10-24]. （原始内容存档于2022-11-04） （英语）.
29. ↑  Forge, Andrew, and Gordon, Robert, Monet, Harry N. Abrams, Inc., 1989, pp. 156-163.